# Orthostigma bicolor
Orthostigma bicolor är en stekelart som beskrevs av Sergey A. Belokobylskij 1998. Orthostigma bicolor ingår i släktet Orthostigma och familjen bracksteklar. Inga underarter finns listade i Catalogue of Life.